# Hans Scharold
Hans Scharold (* 28. Januar 1881; † 1960) war ein deutscher Lehrer.

## Werdegang
Scharold unterrichtete ab 1910 an Gymnasien in Burghausen und München. Ab September 1945 war er für drei Monate Direktor des Münchner Maximiliansgymnasiums an dem er seit 1934 als Sportseminarlehrer unterrichtete. 1948 trat er als Oberstudienrat in den Ruhestand.
Er ist Verfasser mehrerer Schulbücher und war Berater des Bayerischen Staatsministeriums für Unterricht und Kultus in Schulbuchangelegenheiten.
Er war seit 1900 Mitglied der katholischen Studentenverbindung KDStV Aenania München im CV.

## Ehrungen
- 1955: Verdienstkreuz am Bande der Bundesrepublik Deutschland